# Subaru Stella
Der Subaru Stella ist ein PKW-Modell des japanischen Herstellers Subaru. Es ist seit dem Jahr 2006 auf dem Markt. Der Subaru Stella ist der Nachfolger des Subaru Pleo und konkurriert mit dem Daihatsu YRV. Der viertürige Kleinwagen hat das Aussehen eines Mikro-Vans.
Der Name Stella bedeutet auf Italienisch Stern.

## Erste Generation (2006–2011)
Die erste Generation des Kei-Cars wurde in Japan zwischen 2006 und 2011 verkauft.

### Motoren
Die Wagen sind mit Vierzylinder-Reihenmotoren mit 658 cm³ Hubraum ausgestattet. Der Saugmotor entwickelt 40 kW (54 PS), während der Turbomotor 47 kW (64 PS) abgibt.

## Baugleiche Modelle zum Daihatsu Move
Mit der Einführung der zweiten Generation im Mai 2011 wird der Stella als baugleiches Modell zum Daihatsu Move verkauft.

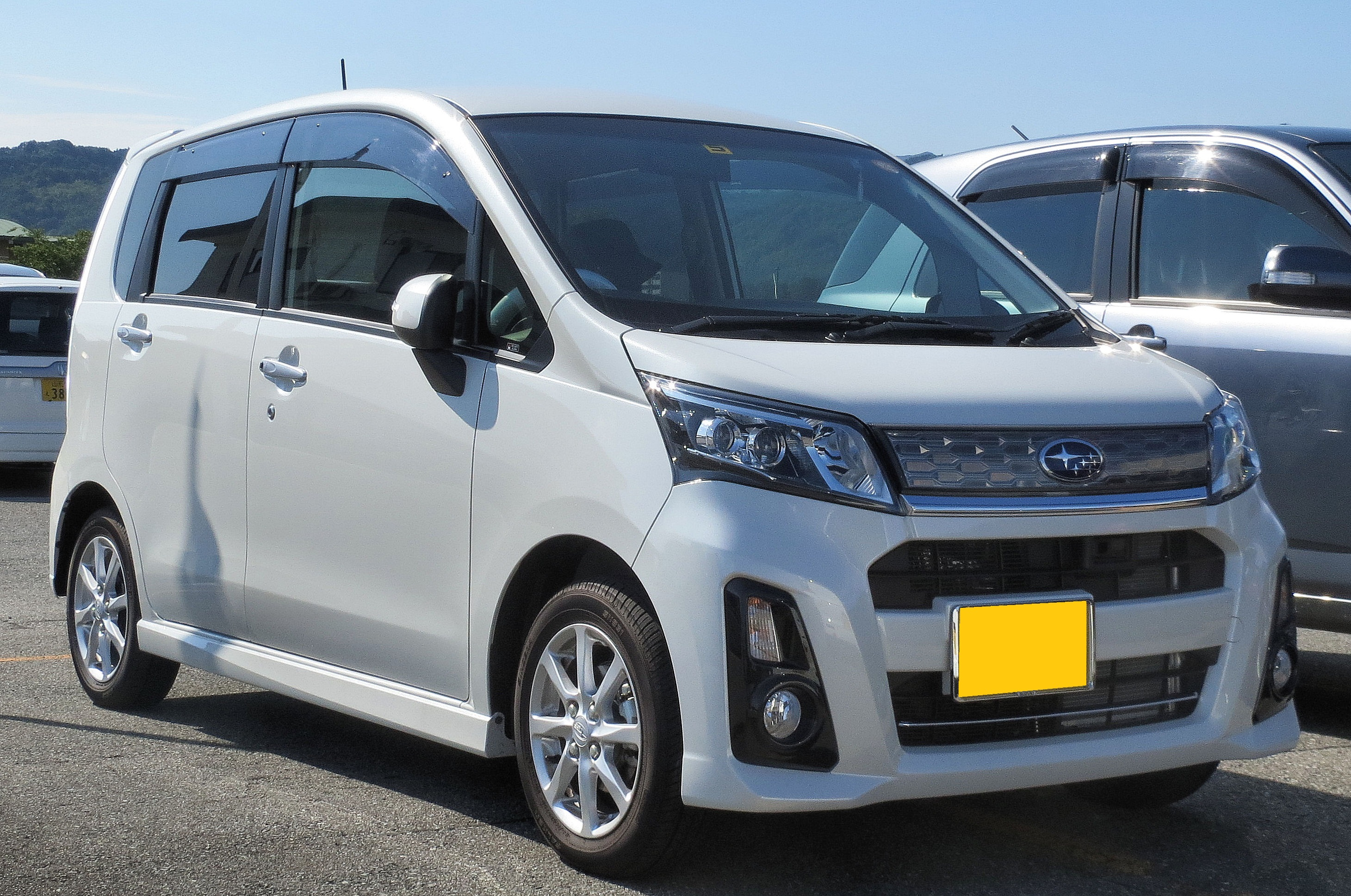
Zweite Generation (2011–2014)
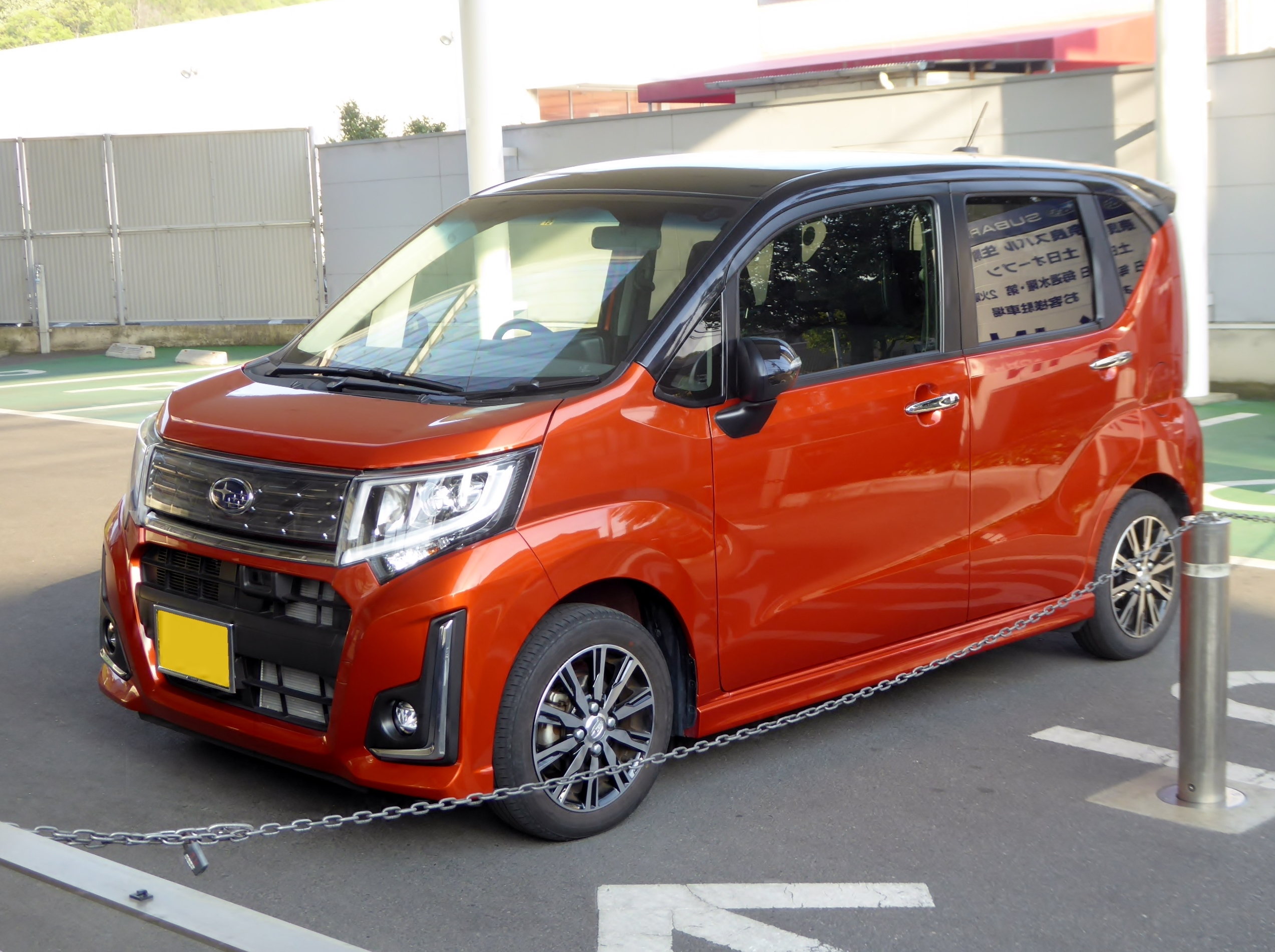
Dritte Generation (seit 2014)